# Eunice brasiliensis
Eunice brasiliensis är en ringmaskart som beskrevs av Johan Gustaf Hjalmar Kinberg 1865. Eunice brasiliensis ingår i släktet Eunice och familjen Eunicidae. Inga underarter finns listade i Catalogue of Life.